# Omar Benjelloun
Omar Benjelloun (in arabo عمر بنجلون‎?; Oujda, 1933 – Casablanca, 18 dicembre 1975) è stato un attivista, sindacalista e giornalista marocchino.

## Biografia
Omar Benjelloun nacque a Oujda nel 1933 da famiglia modesta. Studiò telecomunicazioni, concludendo gli studi a Parigi nel 1960. Militò nella sinistra marocchina, rendendosi attivo nell'Unione Nazionale degli Studenti Marocchini e nell'Associazione degli Studenti Musulmani Nordafricani. Abbandonò l'Istiqlal nel 1959 insieme a Mehdi Ben Barka e ad altri compagni di partito per fondare l'Unione Nazionale delle Forze Popolari. Venne arrestato nel 1963 insieme ad alcuni compagni e poi condannato a morte con l'accusa di aver organizzato un attentato al sovrano. Amnistiato, venne rilasciato nel 1965. Nel corso degli anni seguenti rimase attivo nell'Unione Nazionale delle Forze Popolari. Collaborò con la testata giornalistica Falastin e fondò il quotidiano al-Muharrir. Partecipò e sostenne le rivendicazioni del sindacato PTT di Casablanca, del quale divenne uno dei principali attivisti. Venne assassinato nel 1975 da membri del gruppo islamista al-Shabiba al-Islamiyya.